# Ruta 103 (Costa Rica)
La Ruta 103, oficialmente Ruta Nacional Secundaria 103, es una ruta nacional de Costa Rica ubicada en la provincia de Heredia.

## Descripción
En la provincia de Heredia, la ruta atraviesa el cantón de Heredia (el distrito de Ulloa), el cantón de Santo Domingo (los distritos de Santo Domingo, Santa Rosa).